# Faronics
Faronics Corporation est une société privée possédant des bureaux à Vancouver, en Colombie-Britannique (Canada), à  San Ramon, en Californie (États-Unis), et à Bracknell (Royaume-Uni). Faronics développe des logiciels informatiques pour les environnements multi-utilisateurs. Ses produits sont principalement utilisés dans les établissements scolaires, les bibliothèques, les établissements de santé ou encore les agences gouvernementales.
Fondée en 1993 par son actuel PDG, Farid Ali, puis incorporée en 1996, Faronics a commencé par vendre du matériel informatique avant de se consacrer aux logiciels en 1999 avec l’avènement de Deep Freeze, un utilitaire au niveau du noyau capable de restaurer instantanément un ordinateur dans sa configuration d’origine à chaque redémarrage. Depuis, Deep Freeze a acquis une forte présence dans l’ensemble de l’éducation primaire et secondaire et fait désormais partie de la suite de produits de la « Sécurité multicouches de Faronics ».

## Produits
Faronics développe neuf logiciels fonctionnant avec les systèmes d’exploitation Windows et Mac OS X:

### Deep Freeze
Paru en 1999, ce logiciel utilitaire restaure un ordinateur dans sa configuration d’origine à chaque redémarrage. Deep Freeze est disponible en deux versions pour Windows (Standard pour les ordinateurs isolés et Professionnel pour les ordinateurs en réseau) ainsi que dans une version pour Mac OS X (il existait une version pour SUSE Linux Enterprise Desktop (SLED) de Novell qui fut interrompue en 2010). Deep Freeze pour Windows peut être géré à distance via la Console entreprise ou Faronics Core. Deep Freeze Mac peut être géré de façon centralisée dans les installations comprenant plusieurs ordinateurs via Apple Remote Desktop.

### Anti-Executable
Paru à l’origine en 2005 sous le nom de FreezeX, Anti-Executable est un logiciel de gestion de listes blanches d’applications qui, lors de sa première installation, crée une «liste blanche» des fichiers exécutables présents sur un ordinateur. Après quoi, lorsqu’Anti-Executable est actif, les fichiers exécutables non désirés qui n’apparaissent pas sur la liste blanche ne pourront pas être lancés. Anti-Executable est disponible en deux versions pour Windows (Standard pour les ordinateurs isolés et Professionnel pour les ordinateurs en réseau). Anti-Executable Enterprise peut être géré à distance via Faronics Core.

### Faronics Anti-Virus
Paru en 2010, ce logiciel anti-virus pour Windows associe les technologies anti-virus, anti-logiciels espions et anti-programmes malveillants furtifs. Faronics Anti-Virus fonctionne avec Deep Freeze de telle sorte que les mises à jour de programmes peuvent être effectuées sans désactiver la protection de Deep Freeze. Anti-Virus de Faronics est géré à distance via Faronics Core.

### La Sécurité multicouches de Faronics
Parue en 2011, cette suite logicielle de sécurité informatique se compose de Deep Freeze, Anti-Executable et Faronics Anti-Virus et applique une stratégie de Défense en profondeur pour protéger les postes de travail informatiques, en associant un logiciel anti-virus, des listes blanches d’applications et une restauration instantanée du système. La suite est gérée à distance via Faronics Core.

### Power Save
Paru en 2007, Power Save propose une solution de gestion de l’alimentation du PC pour soutenir les initiatives d’informatique écologique et pour participer à la réduction des dépenses énergétiques ,. Power Save surveille l’activité des ordinateurs pour éviter d’interférer avec ceux en cours d’utilisation, puis il produit des rapports qui indiquent les économies d’énergie réalisées. Power Save est disponible en versions pour Windows et pour Mac OS X. Power Save pour Windows peut être géré à distance via Faronics Core. Power Save Mac peut être surveillé à distance via Faronics Core et géré de façon centralisée via Apple Remote Desktop.

### Insight
Un outil de gestion des ordinateurs d’une salle de classe et de collaboration paru en 2007, qui permet aux instructeurs d’enseigner, d’aider, de surveiller, de faire passer des tests et de communiquer avec une classe tout entière depuis un ordinateur central unique. Insight permet également de contrôler les applications et l’activité Internet des postes de travail des utilisateurs. Insight fonctionne sur les ordinateurs Windows et Mac OS X et peut se gérer à distance depuis la console centrale de l’enseignant.

### WINSelect
Paru en 1997, WINSelect est un logiciel de gestion de l’environnement utilisateur qui permet aux administrateurs de personnaliser le système d’exploitation et les fonctionnalités des applications des ordinateurs dans les environnements d’accès public, les kiosques, les bibliothèques, les établissements scolaires et les entreprises. WINSelect est disponible en deux versions pour Windows (Standard pour les ordinateurs isolés et Professionnel pour les ordinateurs en réseau). WINSelect Enterprise est géré à distance via Faronics Core.

### System Profiler
System Profiler est un logiciel de gestion des ressources informatiques capable de générer un inventaire détaillé de la configuration matérielle d’un poste de travail et des logiciels installés à la fois dans un format résumé et sous forme de compte-rendu détaillé. System Profiler est disponible en deux versions pour Windows (Standard pour les ordinateurs isolés et Professionnel pour les ordinateurs en réseau). System Profiler Enterprise est géré à distance via Faronics Core.

### Faronics Core
Un outil de gestion paru en 2008 qui gère de façon centralisée les déploiements sur les postes informatiques de certains des logiciels de Faronics. Faronics Core utilise la technologie MMC3 (Microsoft Management Console) qui peut créer des groupes personnalisés d’ordinateurs, programmer des tâches liées aux logiciels et produire des rapports. Faronics Core gère Faronics Anti-Virus, les versions professionnelles de WINSelect, Anti-Executable, et System Profiler, et les versions Windows de Deep Freeze et Power Save. Les ordinateurs sur lesquels est installé Power Save Mac peuvent également être surveillés par Faronics Core à des fins de reporting.

### Device Filter Mac
Un logiciel utilitaire de sécurité, paru en 2007, qui régule la connexion des appareils périphériques aux ordinateurs de bureau Mac OS X pour empêcher tous transferts de données ou connexions non autorisés. Device Filter Mac peut être géré de façon centralisée dans les installations comprenant plusieurs ordinateurs via Apple Remote Desktop.

### Affiliations
Faronics a été reconnue par Energy Star et la Climate Savers Computing Initiative, participe au PartnerNet de Novell, l’Alliance de solutions de LANDesk  et est un partenaire certifié Or de Microsoft.
Faronics est également membre de la Société internationale pour les technologies de l’éducation (ISTE),  d’EDUCAUSE, de l’Association de l’industrie de la technologie de Colombie-Britannique (BCTIA), du Consortium pour le réseautage scolaire (CoSN) et de l’Association de l’industrie des logiciels et de l’information (SIIA).